# Ти (Романтика)
Ти [Романтика] — третій студійний альбом проєкту МУР, присвячений митцям Розстріляного відродження. Тексти альбому написав Олександр Хоменко, до запису долучилися поет Сергій Жадан, акторка «95 кварталу» Олена Кравець, гурти «хейтспіч» і «Nazva». Автори називають свою роботу «першим українським історичним альбомом-мюзиклом» і «хіп-хоперою». Назва альбому є алюзією на назву новели Я (Романтика) авторства Миколи Хвильового.
За альбомом була створена реп-опера, яка мала значний театральний успіх у 2024 році. 10 квітня 2025 року в український кінопрокат вийшла її кіноверсія «МУР. Ти [Романтика] в кіно».

## Композиції
Автор слів Олександр Хоменко. 
| #     | Назва                         | Тривалість |
| ----- | ----------------------------- | ---------- |
| 1.    | «Як працює цей альбом?»       | 0:58       |
| 2.    | «Ще до того як колись I»      | 2:30       |
| 3.    | «Ще до того як колись II»     | 2:26       |
| 4.    | «19:18»                       | 0:56       |
| 5.    | «Третя Рота»                  | 4:21       |
| 6.    | «В Колізеї»                   | 3:26       |
| 7.    | «19:30»                       | 1:00       |
| 8.    | «Бі Бо Бу»                    | 2:17       |
| 9.    | «Суспільна Власність»         | 2:45       |
| 10.   | «1933 [Інтерлюдія]»           | 0:53       |
| 11.   | «Записка Хвильового»          | 2:35       |
| 12.   | «Партія Веде»                 | 4:27       |
| 13.   | «Європа мовчала»              | 2:15       |
| 14.   | «19:37»                       | 0:51       |
| 15.   | «С.Л.О.Н.»                    | 1:38       |
| 16.   | «Спочатку було Слово»         | 4:01       |
| 17.   | «Це ще не кінець»             | 3:45       |
| 18.   | «Накрила нічка» (bonus track) | 5:04       |
| 46:08 |                               |            |